# أوسكار روبلس
أوسكار روبلس (بالإسبانية: Óscar Robles)‏ هو لاعب كرة قاعدة مكسيكي، ولد في 9 أبريل 1976 في تيخوانا في المكسيك.

## وصلات خارجية
- أوسكار روبلس على موقعبيزبول رفرنس.كوم (الدوري الرئيسي) (الإنجليزية)
- أوسكار روبلس على موقعبيزبول رفرنس.كوم (الدوري الثانوي) (الإنجليزية)
- أوسكار روبلس على موقع مشجعي الرسوم البيانية (الإنجليزية)